# Mesachorutes quadriocellatus
Mesachorutes quadriocellatus är en urinsektsart som beskrevs av Karel Absolon 1900. Mesachorutes quadriocellatus ingår i släktet Mesachorutes och familjen Hypogastruridae. Arten är reproducerande i Sverige. Inga underarter finns listade i Catalogue of Life.